# 대구신흥초등학교
대구신흥초등학교(大邱新興初等學校)는 대한민국 대구광역시 달서구에 있는 공립 초등학교이다. 교목은 향나무이고 교화는 목련이다.

## 학교 연혁
- 1965.05.01 대구내당국민학교 신흥분교장으로 인가
- 1966.01.31 대구신흥국민학교 인가(11학급)
- 1979.03.01 대구경운국민학교 개교와 함께 분리 이관
- 1986.03.11 대구두류국민학교 개교와 함께 분리 이관
- 1996.03.01 대구신흥초등학교로 교명 변경
- 1998.02.23 유치원 종일반 및 유아방 설치
- 2000.12.18 강당 신축 완공
- 2002.10.30 평가방법개선 시범학교 공개
- 2002.12.15 본관환경개선 사업 및 신관(12개 교실) 신축
- 2008.11.06 인조잔디운동장, 우레탄 트랙 준공
- 2009.03.01 예절교육체험센터(거점학교) 구축, 운영
- 2010.02.11 제 43회 졸업식(졸업생 수 18,016명)
- 2010.03.01 대구광역시교육청지정 친절교육 시범학교 지정
- 2011.02.16 제 44회 졸업식(졸업생 수 18,192명)
- 2011.03.01 27학급 편성(특수 1), 병설유치원(학급1, 종일반 1)
- 2011.03.02 입학식(입학생 107명)

## 참고 문헌
- 대구신흥초등학교 - 한국교육학술정보원 학교알리미

## 같이 보기
- 대구신흥초등학교 축구단